# Joaquín Navarro Perona
Joaquín Navarro Perona (Gavà, 2 agosto 1921 – Barbastro, 6 novembre 2002) è stato un calciatore spagnolo, di ruolo difensore.

## Carriera
Esordì in massima serie con il Barcellona durante la stagione 1941-1942, al termine della quale il club catalano vinse la Copa del Generalisimo. Disputò poi cinque stagioni consecutive nella Liga con il Sabadell, prima di passare al Real Madrid dove vinse per 3 volte la Liga (1954, 1955, 1957), per 2 volte la Coppa dei Campioni (1956, 1957) e per 2 volte la Coppa Latina (1955, 1957).
Fu il primo giocatore spagnolo a far parte di una selezione FIFA XI, giocando il match contro l'Inghilterra a Wembley il 21 ottobre 1953.